# コハ・ラ・スマート
コハ・ラ・スマートとは、日本のハーモニカ奏者、ナレーター。ロックバンドの「バーレスクエンジン」所属。実名・生年月日は非公表。コハラ・スマート、コハラスマートとも表記。

## 来歴
1991年頃、毎週末、新宿コマ劇場前に出没しハーモニカの独奏を始め、同じ路上演奏者たちとバンドを結成、ライブハウスでも演奏開始。バンドは『小山まさき&プーズ』を経てブルースバンド『すし』を結成。
1994年、ブルースのリアルな現在を知るべく、単身アメリカ・シカゴへ渡る。
1998年、バンド名を『すし』から『バーレスクエンジン』に変更。ブルースを基盤としたロック調の曲を創作し始める。「シンプル・イズ・ビューティフル」を追求、気がつくと「タイトルのみを歌う」バンドへと変貌。
2002年、大阪・千日前のグランドキャバレーで行われたイベント『キャバレーナイトフィーバー』に出演した際、各方面から「あまりにも責任感のないMC」が注目され、ナレーターとして抜擢される。
2006年3月、スマートソウルコネクションを結成。
現在、バンド以外にも映像制作、ソロでの楽曲制作など「儲けのない企画」に取り組んでいる。
また、クレイジーケンバンドの横山剣と親交があり、クレイジーケンバンドのライブの司会を務めたり、お互いの作品に参加し合ったりしている。

## 担当番組

### テレビ
- ダウンタウンDX （日本テレビ、ナレーター）
- 松紳 （日本テレビ、ナレーター、2000年10月～2006年3月30日）
- プロの動脈 （読売テレビ、ナレーター）
- elements〜メンデレーエフの奇妙な棚〜（サイエンスチャンネル、主演・声のみ）
- 劇場版「シティーハンター」公開記念特番ミュージック・シティーハンター（日本テレビ、ナレーター、2019年2月5日）

### ラジオ
- 知ってる?24時。 （ニッポン放送、ナレーター、2003年3月31日～2006年3月30日）
- 目からウロコ!21 （ニッポン放送、ナレーター、2003年9月29日～2004年3月25日）
- オールナイトニッポンR 有楽町音楽室 （ニッポン放送、ラジオパーソナリティ、2006年2月24日～2007年3月24日）

## 参加作品

### CD（バーレスクエンジン）
- サイドカー（シングル・2000年1月）
- 謎の女シャドー（シングル・2000年11月）
- クールワイルド（アルバム・2001年2月）
- チャンネルアパッチ オリジナルサウンドトラック（アルバム・2003年11月19日）
- SAMURAI JAGUAR（アルバム・2004年2月18日）

### CD（他アーティスト）
- ザ・シロップ「映画「やぶれかぶれのブルース」予告編」（ナレーター、2002年）
- クレイジーケンバンド「クリスマスなんて大嫌い!! なんちゃって」（ナレーター、2002年）
- クレイジーケンバンド「OLDIES BUT GOODIES」（ナレーター、2004年）
- クレイジーケンバンド「Soul Punch」（ナレーター、2005年）

### DVD
- クレイジーケンバンド「LIVE AT STUDIO COAST」 （ライブ司会、ナレーター、2004年）
- 「へんないきもの」DVD（ナビゲーター、2007年、NHKエンタープライズ）
- 「図鑑に載ってない虫」<完全攻略版>（2007年、JVCエンタテインメント）